# Szachy (Apple)
Szachy – komputerowa gra szachowa autorstwa Apple Inc. rozprowadzana jako część systemu OS X. Jedna z aplikacji tego systemu rozprowadzana jako wolne i otwarte oprogramowanie na licencji GNU GPL.

## Bibliografia

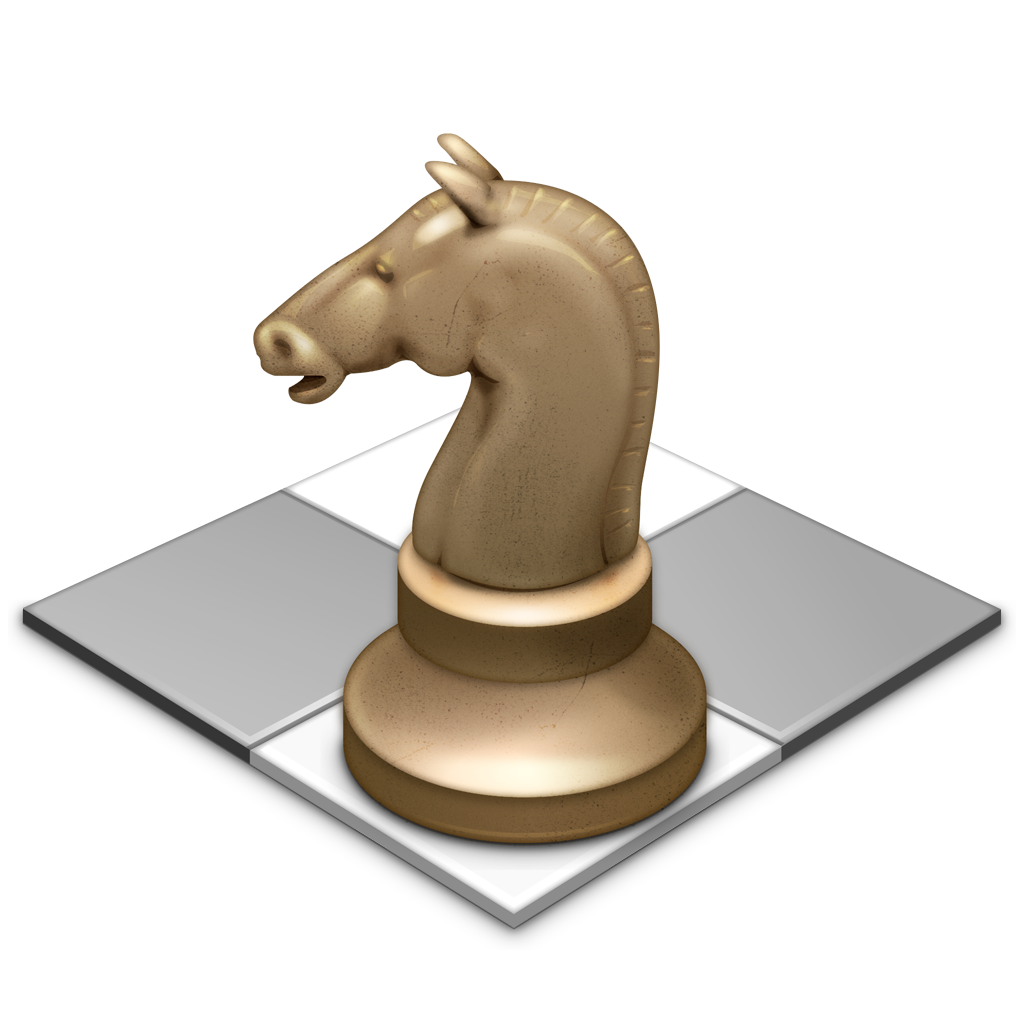
Ikona programu